# Osinówka (okręg wileński)
Osinówka (lit. Apušynė) − wieś na Litwie, w rejonie solecznickim, 2 km na wschód od Turgieli, zamieszkana przez 11 ludzi. Przed II wojną światową w Polsce, w powiecie wileńsko-trockim województwa wileńskiego.